# مازیار شاهی
مازیار شاهی(زادهٔ ۱۳۶۰) آهنگساز و نوازندهٔ تار اهل ایران است.
وی جوان‌ترین نوازنده‌ایست که عضو هر دو گروه معروف موسیقی ایران عارف و شیدا بوده‌است.

## زندگی‌نامه و فعالیت هنری
بهمن ۱۳۶۰ در شهر مشهد متولد شد و از سال ۱۳۶۹ تار نواخت و سپس جهت آموختنِ بیشتر موسیقی به نزد استادانی چون فرهاد فخرالدینی، محمدرضا لطفی، محمدعلی کیانی نژاد و یعقوب صحاف رفت. وی در سال ۱۳۸۳ به دعوت پرویز مشکاتیان به گروه عارف پیوست و در کنسرتِ بزرگِ گروه عارف که پس ۱۳ سال با ترکیب قدیمی و اصلی خود و با خوانندگی شهرام ناظری و حضور برادرانِ کامکار در تالار وزارت کشور به صحنه رفت، جوان‌ترین عضوِ گروه بود. در سال ۱۳۸۵ نیز به دعوت محمدرضا لطفی به عضویت گروه شیدا درآمد و در تمام آثار منتشر شدهٔ محمدرضا لطفی پس از بازگشت به ایران، نواخته‌است
و نیز معاونِ هنری محمدرضا لطفی در گروه همنوازانِ شیدا بود وی تا سال ۱۳۸۸ همکاری مستمری با صدا و سیما به عنوان آهنگساز داشت

## آثار
- آلبوم قافله‌سالار عشق[۱۵] با آهنگسازی مازیار شاهی[۱۶] و خوانندگی سالار عقیلی

این آلبوم در سوگِ محمدرضا لطفی بر روی اشعاری از هوشنگ ابتهاج و شهریار ساخته شده‌است. تمامی این آثار، پس از درگذشت لطفی، ساخته و اجرا شده‌اند
- آلبوم در مکتبِ عشق به آهنگسازی مازیار شاهی و نوازندگی بهمن رجبی. این آلبوم به پاس نیم قرن تلاش و کوشش هنری بهمن رجبی ساخته شده‌است.

شامل قطعاتی در دستگاه ماهور به آهنگسازی و تنظیم مازیار شاهی، و قطعاتی بر اساس آثاری ریتمیک از بهمن رجبی و
آهنگسازی مازیار شاهی است.
- آلبوم مشق عشق بداهه نوازی تار و سه تار

«مشق عشق» شامل تکنوازی سه تار بر اساس موسیقی خراسان در دستگاه شور، همنوازی سه تار و تمبک در مخالف سه گاه و همنوازی تار و تمبک در دستگاه شور است.
در این آلبوم مازیار شاهی بداهه نوازی تار و سه تار و علیرضا جواهری نوازندگی تنبک را برعهده داشته‌اند.
نشر آوای چکاد
- قطعهٔ دریا را با شعری از محمدرضا شفیعی کدکنی به مناسبت تولد این شاعر با خوانندگی پوریا اخواص منتشر کرده‌است. در این اثر مازیار شاهی (تار و بربت و بم‌تار) نواخته‌است.[۲۵][۲۶]
- آلبوم «خوشه‌چینِ بوستانِ عشق» مشتمل بر قطعاتی از بزرگان تارنوازیِ ایران با نوازندگی مازیار شاهی تار و به همراهی تمبک و دایره گوهرناز مسائلی است، در این آلبوم مازیار شاهی تنظیم کننده هم هست و آلبوم را انجمن موسیقی ایران در فروردین ۱۳۹۹ منتشر کرده‌است.[۲۷]

## نوازندگی تار در آثار محمدرضا لطفی
- وطنم ایران (آلبوم) اجرا گروه شیدا خواننده محمد معتمدی[۲۸]
- یادواره عارف قزوینی (آلبوم) اجرا گروه شیدا خواننده محمد معتمدی[۲۹][۲۹]
- سایه جان (آلبوم موسیقی) اجرا گروه شیدا خواننده محمد معتمدی[۳۰]
- هنر گام زمان (آلبوم موسیقی) گروه شیدا[۳۱]
- دو نوازی تار با محمدرضا لطفی در آلبوم تصویری کنسرت گروه‌های سه‌گانه شیدا خواننده محمد معتمدی
- آلبوم تصویری کنسرت چاووش ۶ اجرا گروه شیدا خواننده محمد معتمدی

## حضور در آثار دیگران
- تکنوازی سه تار و همنوازی آواز در آلبوم دورها آوایی است با خوانندگی محمد معتمدی[۳۲]
- میکس و مسترینگ آثار پرویز مشکاتیان با نام‌های «گل آیین» «گل آوا»[۳۳] «سل آیین»[۳۴]
- میکس مسترینگ آثار بهمن رجبی با نام‌های «گل چین ۱»[۳۵] «گل چین ۲»[۳۶]«آوای چکاد»[۳۷]

## کنسرت‌ها
- همنوازی در کنسرت گروه عارف به سرپرستی پرویز مشکاتیان و خوانندگی شهرام ناظری. تالار وزارت کشور ۱۳۸۳[۳۸]
- تکنوازی و همنوازی در کنسرت گروه‌های سه‌گانه شیدا به سرپرستی محمدرضا لطفی. تالار وزارت کشور ۱۳۸۷[۳۹]
- همنوازی در کنسرت چاووش ۶ به سرپرستی محمدرضا لطفی. تالار وزارت کشور[۴۰]
- تکنوازی و همنوازی در کنسرت گروه شیدا به سرپرستی محمدرضا لطفی. برج میلاد ۱۳۸۹[۴۱]
- تکنوازی و همنوازی در کنسرت گروه شیدا به سرپرستی محمدرضا لطفی شیراز باغ عفیف آباد[۴۲]
- تکنوازی و همنوازی در کنسرت‌های بسیار با همراهی بهمن رجبی در شهرهای مختلف ایران. ۱۳۸۲[۴۳]